# В Черкасах
«В Черка́сах» — малюнок Шевченка з альбому 1858—1859 років («Киевская старина», 1888, кн. VI, стор. 83 та примітка до № 68 — 85), виконаний 18-22 липня 1859 року, коли він був заарештований та перебував в Черкасах.
Характеристики: папір, олівець, туш, перо, пензель (16,2 × 22,8). Справа внизу тушшю рукою Шевченка напис: Въ Черкасахъ. Справа вгорі олівцем позначено: 11.
Попередні місця збереження: власність В. М. Лазаревського, Б. В. Лазаревського, Ф. Л. Сулієва, КММ, ВІМШ, ГКШ.